# مریم کشکولی‌نیا
مریم کشکولی‌نیا کارگردان، فیلم‌نامه‌نویس، انیماتور و مدرس اهل ایران است. او به خاطر آثار زیبا و بدیع‌اش در انیمیشن تجربی و زیر دوربین (رنگ و روغن /ماسه زیر دوربین) در بسیاری از جشنواره‌های معتبر جهانی مورد تقدیر قرار گرفته است. او با نخستین اثر خود تحت عنوان «در خانه ما» که برای پروژه پایان‌نامه کارشناسی‌ارشد خویش ساخته بود به شهرت ملی و بین‌المللی دست یافت. دومین اثر وی، «تونل» که با تکینک ماسه زیر دوربین به بازسازی تجربه دردناک روزمره مردم غزه درانتقال مواد غذایی به داخل منطقه محصور می‌پردازد، جزو بهترین آثار تحسین شده در جشنواره‌های داخلی و بین‌المللی می‌باشد، که جوایز متعددی را از آن خود کرده است.

## پیشینه علمی و کاری
مریم کشکولی‌نیا دانش‌آموخته کارشناسی‌ارشد انیمیشن از دانشکده سینما و تئاتر دانشگاه هنر تهران است. وی از سال ۱۳۷۲ در رشته گرافیک و تصویرسازی و از سال ۱۳۸۲ در حوزه انیمیشن فعالیت کرده است.
او به دعوت قدیمی‌ترین و معتبرترین جشنواره بین‌المللی انیمیشن «انسی» در ترکیب هیئت داوران چهل و یکمین دوره این جشنواره قرار گرفت. وی همچنین پیش از این با سه اثر؛ «در خانه ما» در سال ۲۰۰۹، «تونل» در سال ۲۰۱۲ و فیلم «وقتی بچه بودم» به تهیه کنندگی کانون پرورش فکری کودکان و نوجوانان در سال ۲۰۱۵ در این جشنواره حضور داشته است.
وی عضو هیئت انتخاب و داوری جشنواره‌های متعدد بوده همچنین ریاست هیئت‌مدیره انجمن سینمای انیمیشن ایران (آسیفا) و عضویت شورای انیمیشن انیمیشن مرکز گسترش سینمای مستند و تجربی را بر عهده داشته است.
کشکولی‌نیا در گروه انیمیشن دانشکده هنرهای زیبا و دانشگاه سوره به عنوان مدرس فعالیت دارد.

## آثار
انیمیشن (به یاد…)1383
کارگردان، فیلمنامه‌نویس، انیماتور: مریم کشکولی‌نیا
تهیه‌کننده: مریم کشکولی نیا
تکنیک: فتو انیمیشن
مدت زمان: ۳ دقیقه
انیمیشن (چگونه تمدن‌های بزرگ منقرض شدند) ۱۳۸۴
کارگردان، فیلمنامه‌نویس، انیماتور: مریم کشکولی نیا
تهیه‌کننده: مریم کشکولی نیا
تکنیک: پیپر
مدت زمان: ۳ دقیقه
انیمیشن (در خانهٔ ما) ۱۳۸۶
نویسنده فیلمنامه، کارگردان و انیماتور: مریم کشکولی نیا
تهیه‌کننده: مرکز گسترش سینمای مستندوتجربی
صداگذار: حامی حقیقی
مدت زمان: ۵ دقیقه
تکنیک: نقاشی زیر دوربین و کامپوزیت کامپیوتری
انیمیشن (تونل) ۱۳۹۰
نویسنده فیلمنامه، کارگردان و انیماتور: مریم کشکولی نیا
تهیه‌کننده: انجمن هنرهای تجسمی، جشنواره مقاومت
صداگذار: حسین مافی
مدت زمان: ۷ دقیقه
تکنیک: انیمیشن ماسه‌ای
تیزر جشن خانه سینما ۱۳۹۰
کارگردان، انیماتور: مریم کشکولی نیا
تکنیک: انیمیشن ماسه‌ای
مدت زمان: ۵۰ ثانیه
انیمیشن (وقتیکه بچه بودم) ۱۳۹۳
نویسنده فیلمنامه، کارگردان و انیماتور: مریم کشکولی نیا
تهیه‌کننده: کانون پرورش فکری کودکان و نوجوانان
صداگذار: حامی حقیقی
مدت زمان: ۸ دقیقه و ۳۰ ثانیه
تکنیک: انیمیشن ماسه‌ای
انیمیشن (مال من است!) ۱۳۹۳
نویسنده فیلمنامه، کارگردان و انیماتور: مریم کشکولی نیا
تهیه‌کننده: انجمن هنرهای تجسمی، جشنواره مقاومت
صداگذر: حسین مافی
مدت زمان: ۵ دقیقه
تکنیک: انیمیشن ماسه‌ای

## جوایز و نامزدی‌ها
جوایز و حضور در جشنواره انیمیشن (به یاد…):
جشنواره فیلم کوتاه تهران 1383
جشنواره پویانمایی تهران1383
جشنواره دانشجویی صدا و سیما تهران۱۳۸۳(جایزه ویژه هیئت داوران)
یادواره فیلم و عکس بم ۱۳۸۶(بهترین فیلم کوتاه انیمیشن)
جوایز انیمیشن (در خانهٔ ما):
تندیس خانه سینما۱۳۸۶
دیپلم افتخارجشنواره فیلم فجر۱۳۸۶
تندیس جشنواره فیلم کوتاه تهران ۱۳۸۶
دیپلم افتخارجشنواره وارش ۱۳۸۶
دیپلم افتخارجشن نویسندگان و منتقدان سینمایی۱۳۸۷
تندیس جایزه ویژه هیئت داوران جشنواره رشد۱۳۸۷
تندیس و جایزه سوم یخش ملی جشنواره پویانمایی تهران۱۳۸۷
دیپلم افتخار یخش بین‌الملل جشنواره پویانمایی تهران۱۳۸۷
جایزه ویژه هیئت داوران جشنواره رویاهای متحرک استونی۲۰۰۸
دیپلم افتخارجشنواره انیمیشن مانسترا لیسبون۲۰۰۹
تندیس بهترین انیمیشن از جشنواره فیلم‌های انسان دوستانه آسا۱۳۸۸
جوایز انیمیشن (تونل):
تندیس جشنواره رویش برای بهترین کارگردانی 1391
دیپلم افتخارجشنواره فیلم پروین اعتصامی1391
جایزه بخش فیلمنامه از جشنواره فیلم ویسمبورگ- فرانسه 2012
کاندید جایزه از جشنواره فیلم کرنوال -انگلیس 2012
جایزه نماشاگران و دیپلم افتخار هیت داوران از جشنواره انیمیشن زنان -اتریش -2013
تندیس و جایزه اول جشنواره انیفست در بخش فیلم‌های ۵ تا ۱۰ دقیقه -جمهوری چک -2013
1. ↑  «مراسم تقدیر از استاد مریم کشکولی نیا در دانشکده سینما و تئاتر». دانشگاه هنر ایران. ۲۴ تیر ۱۳۹۶. دریافت‌شده در ۲۰۲۴-۰۸-۱۹.
2. ↑  «کشکولی‌نیا: برخی انیمیشن‌های مرکز گسترش حیرت‌زده‌ام کرده‌اند». مرکز گسترش سینمای مستند، تجربی و پویانمایی. ۲۰۲۰-۱۰-۲۸. دریافت‌شده در ۲۰۲۴-۰۸-۱۹.
3. 1 2  «مریم کشکولی». پرتال کودک. ۲۰۱۶-۰۹-۲۱. دریافت‌شده در ۲۰۲۴-۰۸-۲۰.
4. ↑  «مریم کشکولی‌نیا انیماتور ایرانی داور جشنواره انیمیشن «انسی» شد». خبرگزاری مهر. ۲۰۱۷-۰۱-۱۰. دریافت‌شده در ۲۰۲۴-۰۸-۱۹.
5. ↑  «داوری جشنواره «انسی» برای من مثل یک کلاس دانشگاه بود». خبرگزاری مهر. ۲۰۱۷-۰۶-۲۴. دریافت‌شده در ۲۰۲۴-۰۸-۱۹.
6. ↑  «مریم کشکولی‌نیا مطرح کرد: دو پیشنهاد سازنده برای آشتی مردم با فیلم و انیمیشن کوتاه». انجمن سینمای جوانان ایران. ۲۰۱۷-۱۰-۱۰. دریافت‌شده در ۲۰۲۴-۰۸-۱۹.
7. ↑  «داوران فیلم‌های پویانمایی معرفی شدند». خبرگزاری برنا. ۱۳۹۹-۱۲-۰۴. دریافت‌شده در ۲۰۲۴-۰۸-۱۹.
8. ↑  1338 (۲۰۲۲-۰۹-۲۰). «انیمیشن همزاد سینماست». ایرنا. دریافت‌شده در ۲۰۲۴-۰۸-۲۲.
9. ↑  «مریم کشکولی نیا رئیس هیئت مدیره آسیفا شد». خانه سینما. ۱۳۹۶-۱۲-۲۷. دریافت‌شده در ۲۰۲۴-۰۸-۱۹.
10. ↑  2493 (۲۰۲۱-۰۳-۱۵). «اعضای جدید شورای انیمیشن مرکز گسترش انتخاب شدند». ایرنا. دریافت‌شده در ۲۰۲۴-۰۸-۲۲.
11. ↑  «کشکولی‌نیا: اغلب نیروهای متخصص حوزه انیمیشن یا مهاجرت کرده‌اند یا تصمیم به مهاجرت دارند». سینما پرس. ۲۰۲۱-۰۶-۲۰. دریافت‌شده در ۲۰۲۴-۰۸-۲۰.
12. ↑  «یک کارگردان انیمیشن: آنقدر بودجه کم است که ما داستان و تکنیک را رها کرده‌ایم!». سینما پرس. ۲۰۱۴-۰۴-۱۵. دریافت‌شده در ۲۰۲۴-۰۸-۲۰.